# Paraphlepsius fuscipennis
Paraphlepsius fuscipennis är en insektsart som beskrevs av Van Duzee 1892. Paraphlepsius fuscipennis ingår i släktet Paraphlepsius och familjen dvärgstritar. Utöver nominatformen finns också underarten P. f. seminolus.